# Vachalka
Vachalka je přírodní památka severně od obce Karolinka v okrese Vsetín. Oblast spravuje AOPK ČR Správa CHKO Beskydy. Důvodem ochrany je dochovaná část přirozeného jedlobukového porostu pralesovitého charakteru.

## Galerie

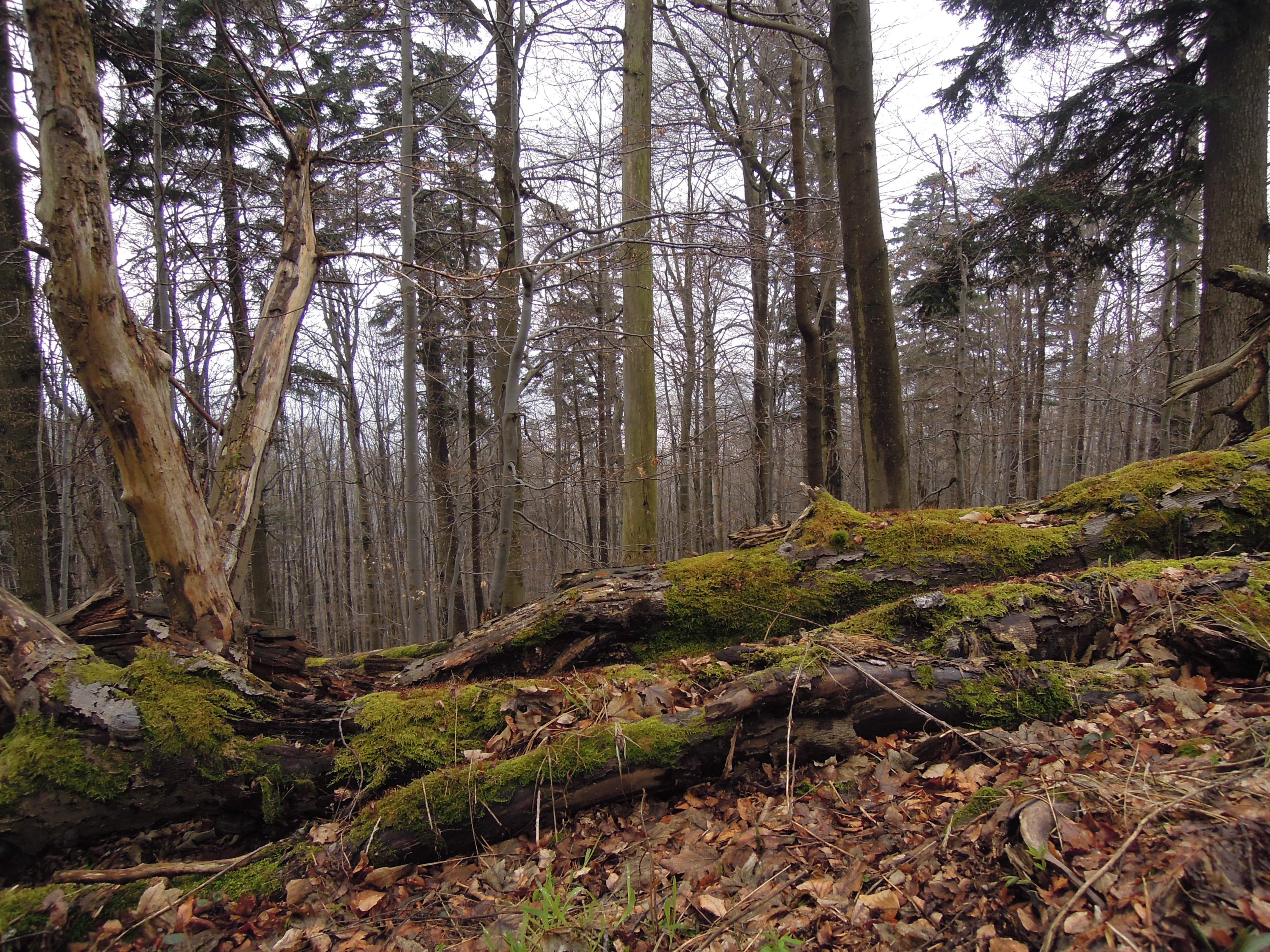
Lesní porost pralesovitého charakteru
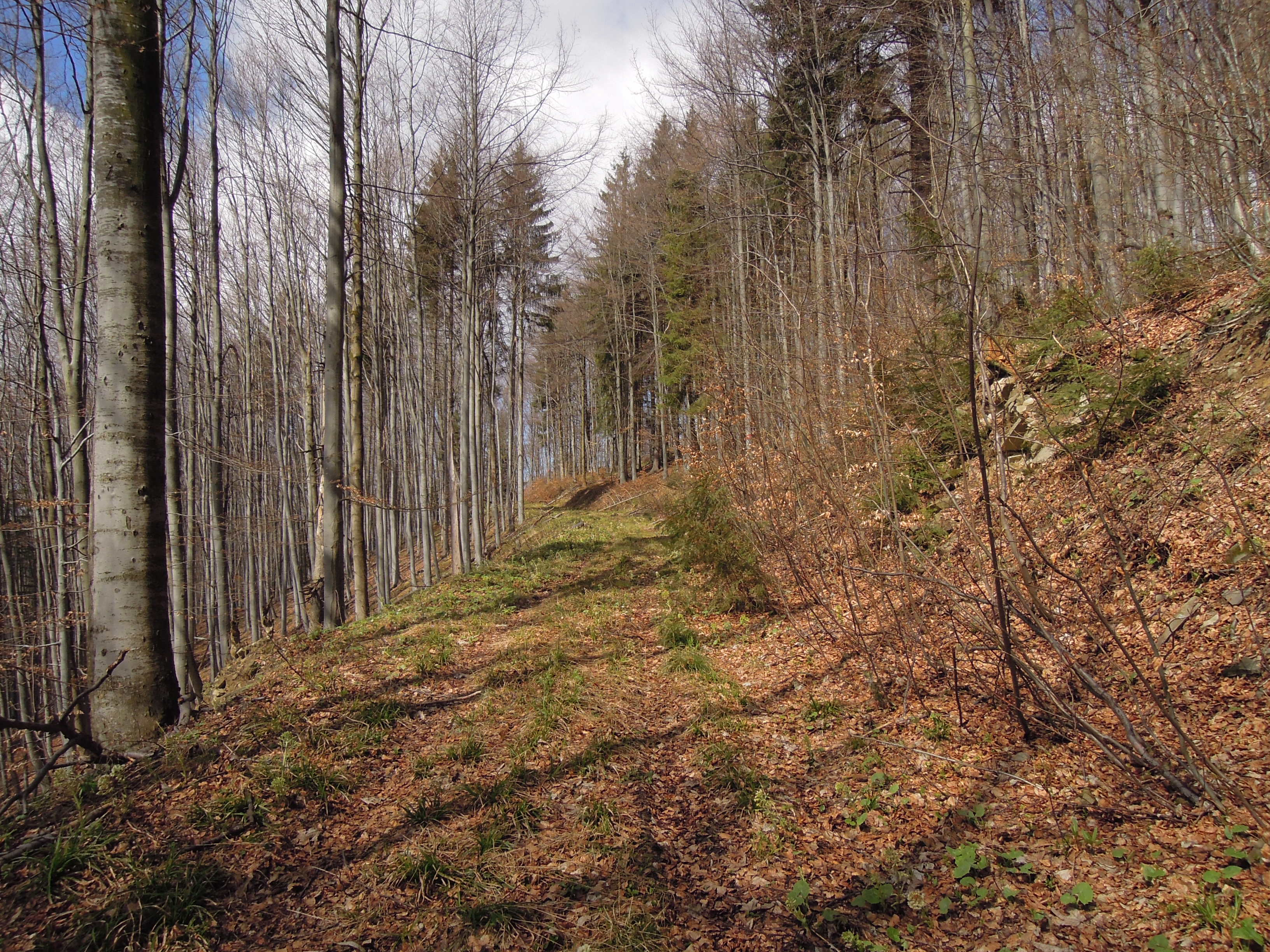
Přírodní památka Vachalka
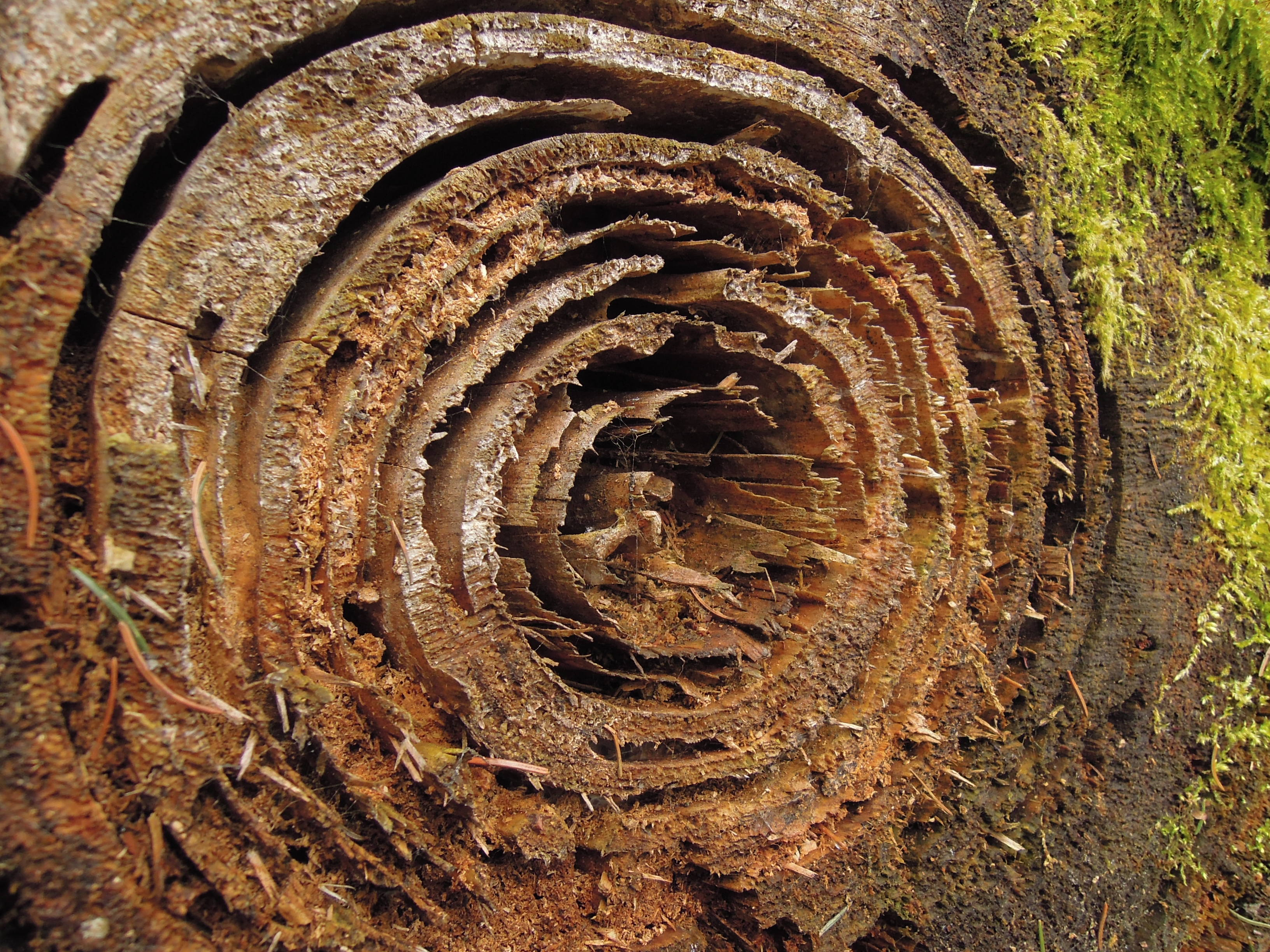
Přírodní památka Vachalka
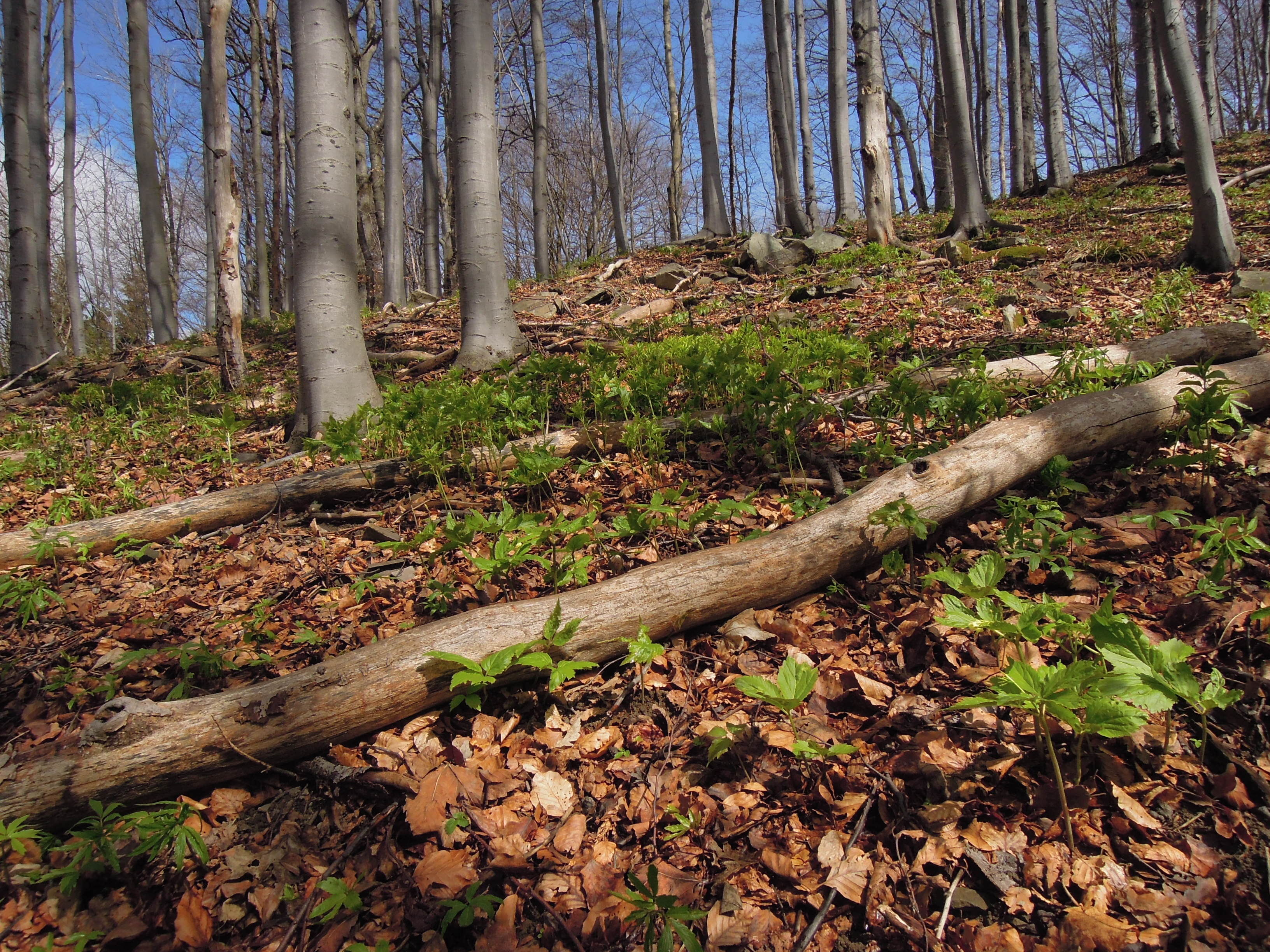
Lesní porost pralesovitého charakteru